# Alto Perù

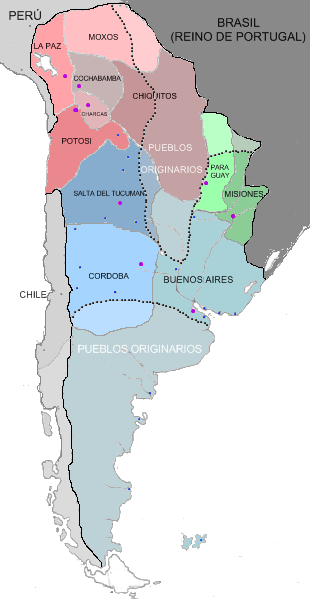
Vicereame del Río de la Plata (1783). In rosso, le intendencias dell'Alto Perù.

L'Alto Perù era una regione sotto il controllo dell'Impero spagnolo, appartenente, prima al Vicereame del Perù, poi al Vicereame del Río de la Plata. Il suo territorio corrispondeva in gran parte all'odierna Bolivia.
Era suddiviso in sovrintendenze (intendencias), che divennero poi dipartimenti:
- Potosí
- Cochabamba
- Chuquisaca, che comprendeva la capitale La Plata, chiamata anche Charcas (l'attuale Sucre)
- La Paz.

Comprendeva l'altopiano boliviano ed era popolato principalmente da etnie kolla (o koya) e aymara (principalmente a La Paz), uros (nei pressi del Lago Titicaca) e di altre etnie riconducibili ai quechua (nei pressi di Cochabamba, Sucre e Potosí).
Dal punto di vista etnico e culturale aveva più affinità con il Perù costiero e andino rispetto a quello che fu il territorio dei Moxo, corrispondente ai dipartimenti dell'Acre (nell'attuale Brasile), Beni e buona parte del dipartimento di Santa Cruz (nell'attuale Bolivia orientale e amazzonica).
Comunque tutti questi territori, al momento della separazione con Río de La Plata e con il Basso Perù, entrarono a far parte della Repubblica della Bolivia.

## Storia
Nel 1821 l'impero coloniale spagnolo in America Latina stava cadendo a pezzi a causa dell'occupazione napoleonica della Spagna. Le truppe dei generali Bolivar e Sucre, che avevano già liberato il Venezuela,  la Colombia e l'Ecuador, si stavano già avvicinando alla regione dell'Alto Perù.
Temendo spargimenti di sangue, nel giugno 1822 i tre governatori dei dipartimenti dell'Alto Perù si riunirono a Cuiabá per chiedere l'annessione al Regno Unito di Portogallo, Brasile e Algarves. Era meglio (pensarono i governatori) essere occupati da uno Stato monarchico che nutrire l'idea del governo di una repubblica fragile e incerta.
Immediatamente, nel luglio di quell'anno, il governatore del Mato Grosso inviò nell'Alto Perù le truppe del capitanato, e chiuse le frontiere per fermare l'avanzata delle truppe ribelli. Inviò al Brasile la proposta delle autorità locali e l'ordine di invio delle truppe. La lettera giunse all'imperatore Pedro I solo nel novembre 1822, quando il Brasile aveva già dichiarato l'indipendenza e, peggio ancora, non era interessato ad annettere quel territorio, perché il nuovo paese era più preoccupato di pacificare le province settentrionali e nord-orientali.